# Muszlim imák
A muszlim ima (arabul szalát, arab írással صلاة, tudományos átiratban ṣalāt) az iszlám vallást gyakorlók áhítata. Sok más vallással (mint például a kereszténység) ellentétben itt az meghatározott időben és meghatározott szöveggel végzendő imák alapvető fontosságú része a szigorúan kötött mozdulatsor, amelytől nem lehet eltérni. Az imádság az iszlám egyik alappillére: a hívők számára vallási kötelesség naponta ötször imádkozni. Önkéntes imák is végezhetőek különböző időpontokban és élethelyzetekben.

## Az imádság alapjai
Az imádkozás kapcsolatot teremt Isten és ember között, ebből kifolyólag az iszlám alaptétele: Tartsátok be az imádkozást... és álljatok áhítatosan Allah előtt! (Korán 2:238) Az elrendelésekor Allah az imádkozást a boldogulás és a boldogság útjává tette a következő kinyilatkoztatással: Bizony, boldogulnak a hívők, akik imádkozásukban alázatosak! (Korán 23:1-2) Mohamed próféta szerint aki betartja az imádkozást, az az Ítélet Napján fénnyé és menedékké lesz neki; továbbá, hogy az előírt imák ajándékok Allahtól, hogy a hívő ember meg tudjon emlékezni arról, amiben hisz. Az imádságok közben végzett testhelyzetek az isteni odaadás jelképei.
Az imádkozás közben a hívőnek törekednie kell arra, hogy úgy végezze azokat, mintha maga Allah állna előtte; s noha mi nem látjuk őt, ő viszont lát minket. Veszélyes úgy és azért imádkozni, hogy az emberek azt mondják róla, hogy milyen szépen illetve milyen jól imádkozik; ők lesznek ugyanis az elsők a pokolban.

## Tisztaság
Az iszlám nagy jelentőséget tulajdonít a tisztaságnak. Egyaránt fontos a test és a szív tisztasága is. Mohamed próféta azt mondta, hogy a tisztaság a hitnek a fele; illetve az imádkozás első feltétele. A muszlim hívőnek meg kell tehát tisztulnia minden ima előtt; értsd ezalatt az egész test, a viselt ruhák és az imavégzés környezetének tisztaságát. Ezt a tisztaságot kétféle módon lehet elérni: mosakodással és fürdéssel. Allah egyértelműen kinyilatkoztatta: Tisztaság nélkül nem fogadtatik el az ima!
A tisztaság megszűnik, ha a hívő vizelt illetve székelt, továbbá ha mélyen aludt, ha eszméletét vesztette, ha közvetlenül érintette a nemi szerveket és/vagy magömlés következett be, illetve ha tevehúst evett.

### Al-wudu

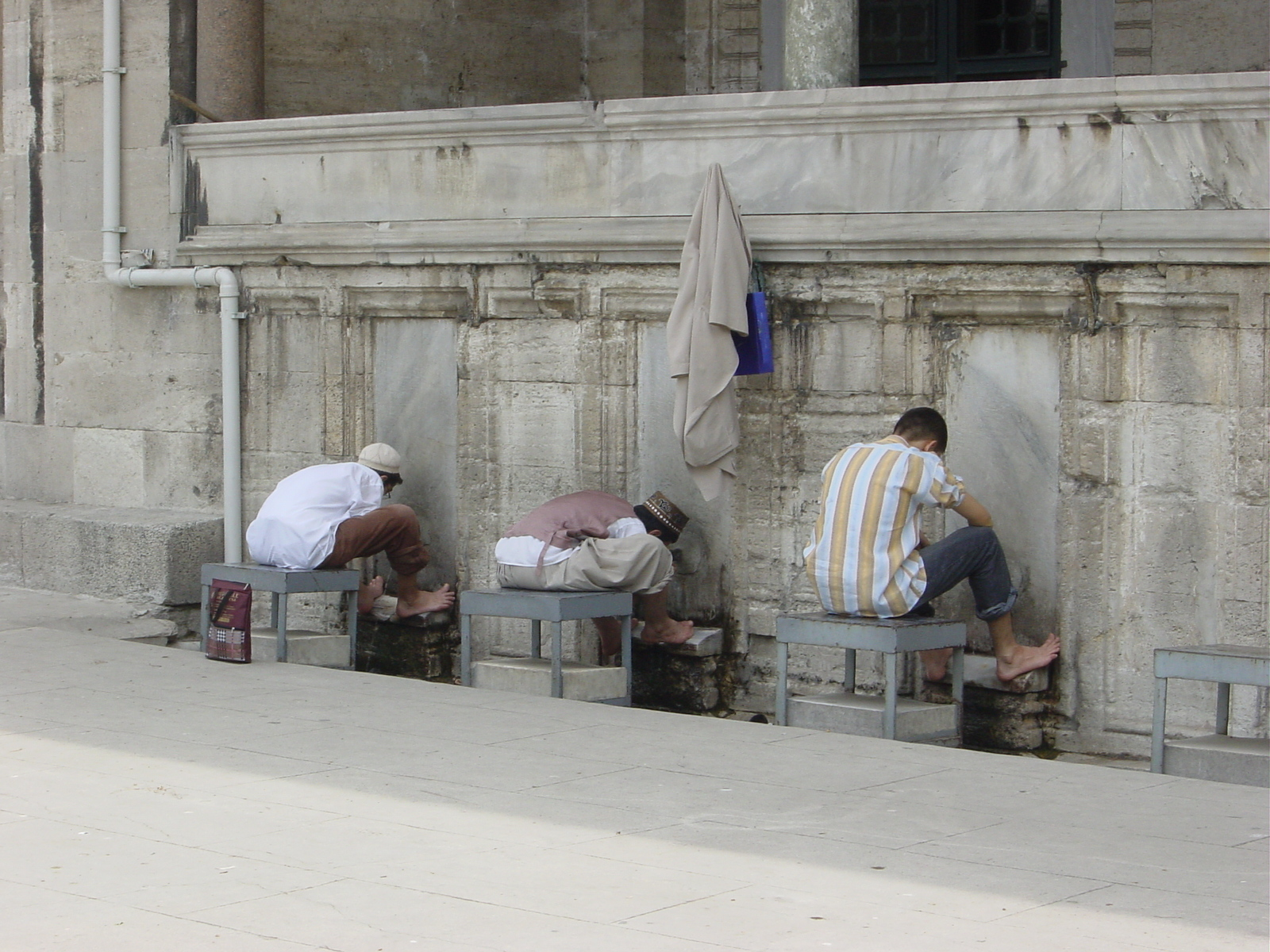
Mosakodást végző hívők egy isztambuli mecset előterében

Részleges, tiszta vízzel (nagyon ritka esetben homokkal) történő mosakodás. A tisztaság elnyerésének legáltalánosabb módja. A mosakodás (kötött) sorrendje:
1. Szándék és elhatározás, hogy a mosakodás célja az imádkozás és a megtisztulás
2. Mondani: Biszmillah
3. A kezeket csuklóig megmosni háromszor
4. Kiöblíteni a szájüreget háromszor
5. Az orrüreget kiöblíteni háromszor
6. Megmosni az egész arcot háromszor
7. A két kart könyékig megmosni háromszor
8. A hajat áttörölni nedves kézzel
9. A füleket mutatóujjal áttörölni
10. Megmosni a két lábat bokáig háromszor

### Al-Ghuszl
Teljes, tiszta vízzel történő fürdés. Kötelező ezt a fajta megtisztulási módot elvégezni házasélet illetve magömlés után, nőknél a menstruációs periódus alatt illetve a muszlim beavatást követően. Ezeken kívül ajánlott még a pénteki ima és Mekka látogatása előtt. Fürdésnek számít, ha valaki zuhanyozik illetve kádban vagy folyóban fürdik úgy, hogy az egész testét éri a víz.
Folyamata megegyezik a mosakodáséval annyi különbséggel, hogy a kezek megmosása után a nemi szerveket kell megmosni bal kézzel, illetve utolsó lépésként a teljes testet meg kell mosni jobbról balra.

## Az imádkozás alapjai
Az ima az egész iszlám alapja. Aki nem imádkozik rendszeresen, az engedetlenségnek számít, de ha valaki végleg elhagyja az imádságot, akkor hitetlenné válik. Az első, ami számon kéretik az Ítélet Napján, az az imádkozás – mondta Mohamed próféta. Éppen ezért az ima kötelező minden férfi és nő számára, aki elérte már a pubertás kort. Amikor a nők menstruálnak vagy gyermeket nemzenek, fel vannak mentve ez alól a kötelezettség alól.

### Imavégzés

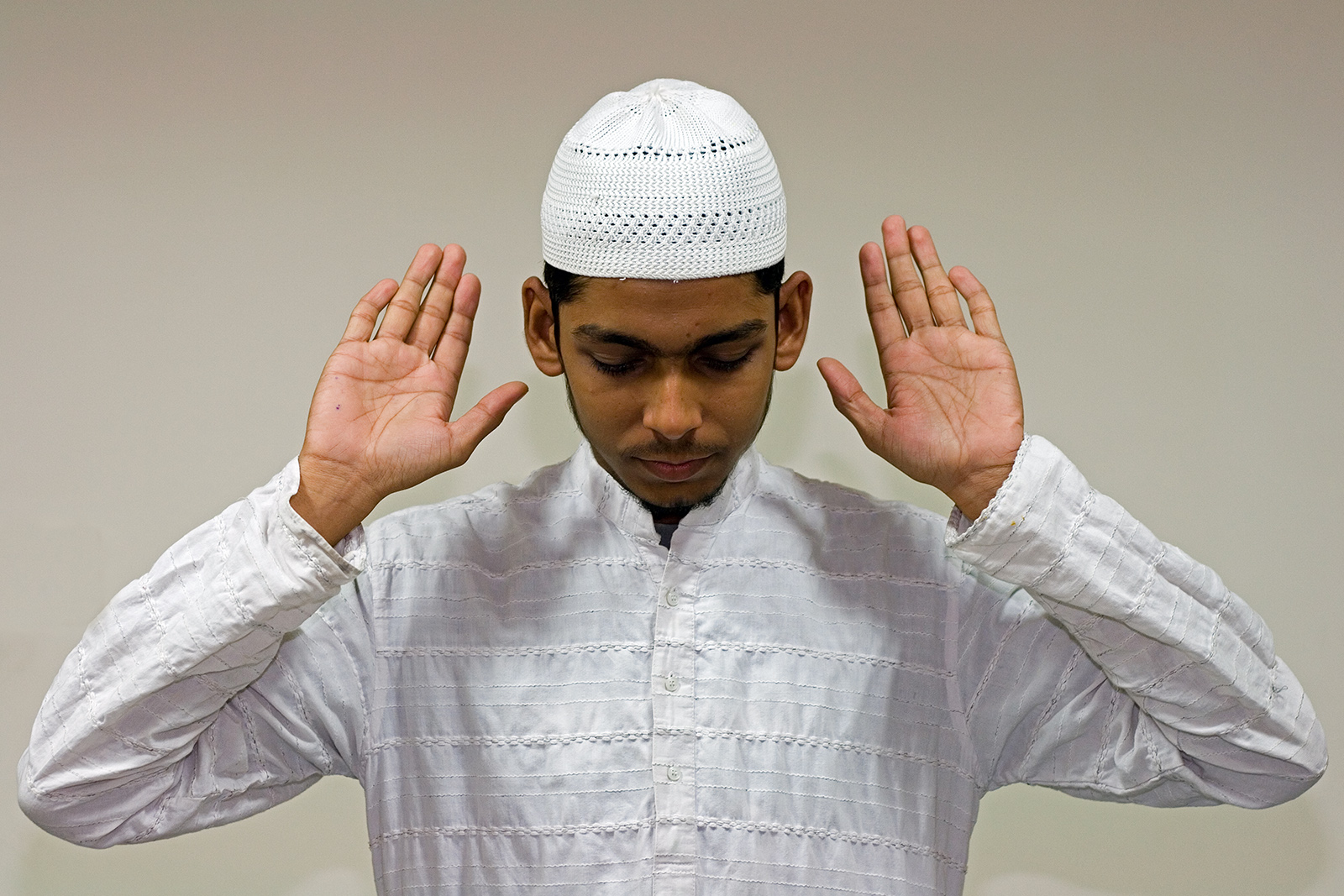
A két kéz a fülek mellett helyezkedik el

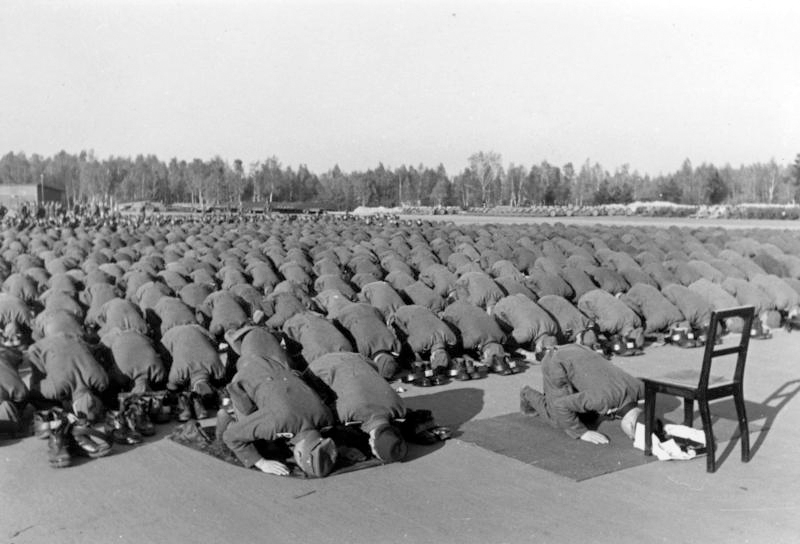
Leborulás

Minden ima (akár kötelező, akár önkéntes) egy meghatározott mozdulatsorból, úgynevezett rakákból épül fel. A különböző időpontban történő imádságok különböző mennyiségű rakát követelnek meg, ám minden esetben legalább 2 kötelező. Az imákat nem szabad túl gyorsan elvégeznie; lassan, normális tempóban. Nem szabad álmosan imádkozni illetve ásítani, ima közben az ég felé nézni, csukott szemmel imádkozni, elterő dolgot figyelni, nézelődni illetve a köszönéskor kézzel mutogatni illetve a ruhával játszani.
Érvénytelenné válik az ima (tehát újra el kell végezni), ha az imádkozó ima közben eszik, iszik, beszélget, olvas, sokat mozgolódik, hangosan nevet. Ha egy felnőtt nő elhalad az imádkozó előtt, szintén meg kell ismételni az imát. Az imádság bármely részének elhagyása érvényteleníti az egész imát.
Az imádkozónak az alábbi, kötött sorrendet kell követnie:
1. Tisztelettel, hódolattal és alázatosan, arccal a Kába felé fordulva egyenesen kell állnia, miközben a két kéz felemelve a fül mellett van, miközben mondja: Allahu akbar! (Allah a leghatalmasabb!)
2. A jobb kezét a balra helyezve, a mellkasára teszi. Előre dönti a fejét, majd elmondja az imanyitó fohászt, a Korán első és egy szabadon választott szúráját:
Magasztos vagy, ó, Allah! S az irántad való hála által áldott a Te neved, s magasságos a Hatalmad, nincs más isten Rajtad kívül.
Allah a Könyörületes és az Irgalmas nevében. Dicsőség Allahnak, a teremtmények Urának, a Könyörületesnek és az Irgalmasnak, Aki az Ítélet Napját uralja! Néked szolgálunk és Hozzád fordulunk segítségért. Vezess minket az egyenes úton, azoknak az útján, akik iránt kegyesnek mutatkoztál, s ne azokén, akiket haragvásod sújt, sem a tévelygőkén! (Korán 1:1-7)
Ő Isten, az Egy! Isten, az Örök! Nem nemzett és nem nemzették: nincs Őhozzá hasonló egyetlen lény sem. (Korán 112:1-4)
3. Egy kis csendet követően ismét felemeli a kezeit a fülek mellé, majd Allahu akbart mond, és meghajol. A meghajlást csipőből kell végezni úgy, hogy a hát egyenes (vízszintes) helyzetben legyen, miközben a két kezek megmarkolják a két térdet (jobb a jobbot, bal a balt) és a könyökeit távol tartja a törzstől. Ebben a testhelyzetben háromszor elmondja:
Dicsőség a hatalmas Uramnak!
4. Ismét felegyenesedik, kezeit ismét a füle mellé helyezi, majd a teste mellé úgy, hogy ne érjenek a törzshöz. Mindeközben mondja:
Allah hallja azokat, akik magasztalják Őt.
Istenünk, Tiéd a dicsőség és a hála.
5. Ezután ismételten Allahu akbart mond, majd a földre borul. Le kell borulni a homlokra, az orra, a térdekre, a kezekre és a talppárnákra. A kéz ujjai a Kibla felé néznek, ám a kezek a vállal illetve a füllel vannak egyvonalban, de az alkarok távol vannak a földtől, a könyöktől és a törzstől. A leborulás után ezt mondja az imádkozó:
Dicsőség a magasságos Uramnak!
6. Felemelkedik ülőhelyzetben Allahu akbart mondván. A bal lábfejét maga alá fordítja és ráül, a jobb lábfej viszont behajlított lábujjakkal áll. Közben ezt mondja háromszor:
Uram, bocsáss meg nekem!
Kis szünetet tart, majd ismét földre borul az előző pontban leírtak szerint.

A fenti pontokkal az első raka teljesítve van. A második rakát ugyanígy végzi, majd az utolsó pontban leírt ülőhelyzetet kell felvennie (továbbá a jobb kezét ökölbe szorítja és a mutatóujját a Kibla felé fordítja) és elmondani a Tasahud első részét:
Hálás köszöntések szálljanak Allahhoz és minden imádság és minden hóság. Béke legyen veled, ó Próféta, és Allah kegyelme és Allah áldásai. Béke legyen mindannyiunkkal és Allah igaz szolgáival. Tanúsítom, hogy nincs más igaz isten, csak Allah, és tanúsítom, hogy Mohamed az Ő szolgája és küldötte.
Ha az ima kettőnél több rakából áll, akkor mindent a fentiek szerint végzünk azzal a különbséggel, hogy a harmadik rakával kezdődően már nem kell Korán részletet recitálni (az első szúra kivételével). Ha az utolsó rakát is elvégeztük, elmondjuk a Tasahudot végig:
Próféta, és Allah kegyelme és Allah áldásai. Béke legyen mindannyiunkkal és Allah igaz szolgáival. Tanúsítom, hogy nincs más igaz isten, csak Allah, és tanúsítom, hogy Mohamed az Ő szolgája és küldötte. Ó, Allah! Küldd kegyelmedet Mohamedre és Mohamed családjára úgy, ahogyan kegyelmedet adtad Ábrahámnak és Ábrahám családjának. És add áldásaidat Mohamedre és Mohamed családjára, úgy, ahogyan megáldottad Ábrahámot és Ábrahám családját ezen a földön és a túlvilágon. Valóban, Te vagy a Legdicsőbb és a Dicséretreméltó.
- Az ima utolsó pontjaként először jobbra kell fordítani a fejet úgy, hogy lássuk a jobb vállunkat, majd mondjuk:
Allah békéje és kegyelme legyen veletek!
Majd balra fordítjuk a fejünket, és megismételjük a mondatot.

## A napi öt ima

Egy müezzin imára hívja a hívőket

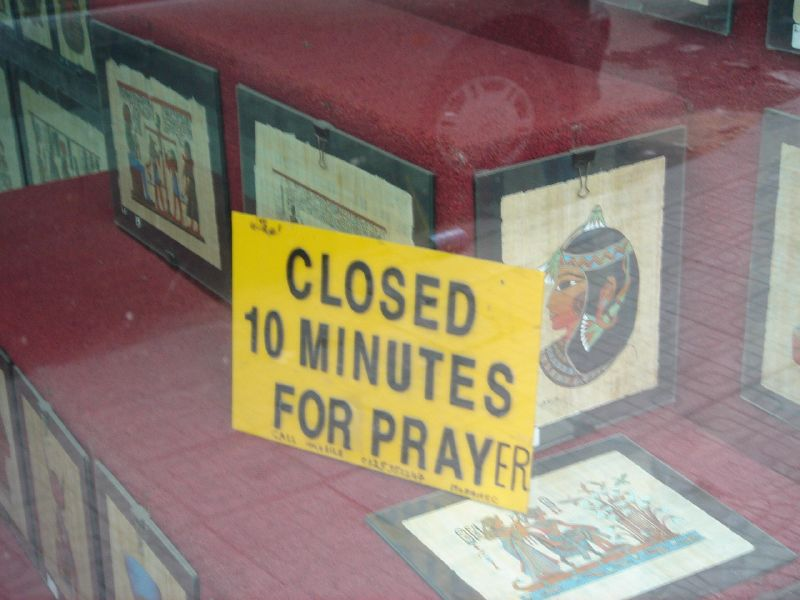
Az imák idejére megáll az élet az egész iszlám világban

A hívők számára napi öt kötelezően előírt ima van elrendelve, melyek időpontja a Nap állásától függően naponta változik. Tilos ugyanis imádkozni a hajnali imát követően napkeltéig, amikor a Nap felkel, delel illetve amikor lenyugszik. Ha valaki a megfelelő időpont előtt imádkozza az imát, az érvénytelennek számít, de ha valaki elfeledkezik róla vagy átalussza, akkor utólag köteles azt bepótolni.
Az ima feltétele az érvényes imaidő, a tisztaság, a szemérem takarása és a Kibla irányába való fordulás. A közhiedelemmel ellentétben nem kelet felé, hanem a mekkai szent mecset felé kell fordulni.
A napi öt kötelező ima:
- Fadzsr (فجر) (hajnali ima, ami 2 kötelező és előtte 2 önkéntes rakából áll)
- Zuhr (ظهر) (déli ima, ami 4 kötelező és előtte illetve utána 2-4 önkéntes rakából áll)
- Aszr (عصر) (délutáni ima, ami 4 kötelező és előtte 2-4 önkéntes rakából áll)
- Magrib (مغرب) (naplementi ima, ami 3 kötelező és előtte illetve utána 2 önkéntes rakából áll)
- Isá (عشاء) (esti ima, ami 4 kötelező és előtte illetve utána 2 önkéntes rakából áll)

A déli imát (Zuhr – ظهر) elhalasztani nem lehet, ez ugyanis a legfontosabb ima. Elhagyása a legsúlyosabb bűnök egyikének számít.
Mivel a naponta változó időpontokat igen nehéz követni illetve észben tartani, ezért minden ima előtt a mecset egyik minaretjét egy müezzin foglalja el, aki imára hívja a híveket.

### Pénteki ima
...Ha elhangzik a hívás a pénteki imára, akkor siessetek Allah megemlékezésére...
A péntek déli ima minden muszlim férfi számára kötelező (nőknek és gyermekeknek csak ajánlott). A déli ima időpontjában végzendő közösségben, lehetőség szerint mecsetben. Ha nem áll rendelkezésre mecset, akkor egy, az imára alkalmas gyülekezőhelyen kell megtörténnie. Ha az imádság mecsetben történik, akkor azt egy imámnak kell vezetnie; ha nincs elérhető imám vagy mecset, akkor a közösség legtapasztaltabb illetve legvallásosabb tagjának kell vezetnie az imát. A pénteki ima kötelező része a beszéd (khutba). Mohamed próféta így figyelmeztet: Aki három pénteki imát közömbösségből elhagyott, annak Allah lepecsételi a szívét.

## Külső hivatkozások
- Imaidő-kalkulátor